# Buick Master Six
La Master Six è un'autovettura prodotta dalla Buick dal 1925 al 1927. Era dotata di un motore a sei cilindri. Nel 1928 il modello mutò nome in  Master Six Serie 120 mentre l'anno successivo quest'ultima vettura fu sostituita dalla Serie 121 e dalla Serie 129.

## Storia

### Master Six (1925–1927)
La Master Six era equipaggiata da un motore a sei cilindri da 4.178 cm³ di cilindrata che erogava 70 CV di potenza. Tra le versioni di carrozzeria e i tipi di allestimento erano disponibili quattordici combinazioni. La linea era simile a quella dei modelli Buick precedenti. Nel 1926 furono applicate modifiche al radiatore ed ai fanali. Tra le opzioni era possibile ordinare un motore a sei cilindri da 4.490 cm³ e 75 CV. Nel 1926 le combinazioni di carrozzeria/allestimenti furono ridotto a tredici, numero che l'anno successivo diminuì a undici. La Master Six, nei tre anni in cui fu in commercio, venne prodotta in 308.694 esemplari. 

### Master Six Serie 120 (1928)
Nel 1928 il modello fu rinominato Master Six Serie 120. Nell'occasione, non furono registrati cambiamenti di rilievo. I pochi aggiornamenti furono concentrati sui fanali. Nel 1928 gli esemplari prodotti furono 102.409.

### Serie 121 e 129 (1929)
Nel 1929 la vettura fu revisionata completamente. Vennero cambiate le dimensioni e fu aggiornata la linea. Fu anche cambiata la denominazione. La versione a passo corto fu denominata Serie 121, mentre quella a passo lungo venne chiamata Serie 129. Il modello era dotato di un nuovo motore a sei cilindri da 5.073 cm³ e 91 CV. Nonostante i cambiamenti, le vendite non decollarono e si attestarono a 61.893 esemplari commercializzati di Serie 121 e a 26.390 unità di Serie 129. Nel 1930 i due modelli furono sostituiti dalla Serie 50 e dalla Serie 60.